# Papirs Bodmer

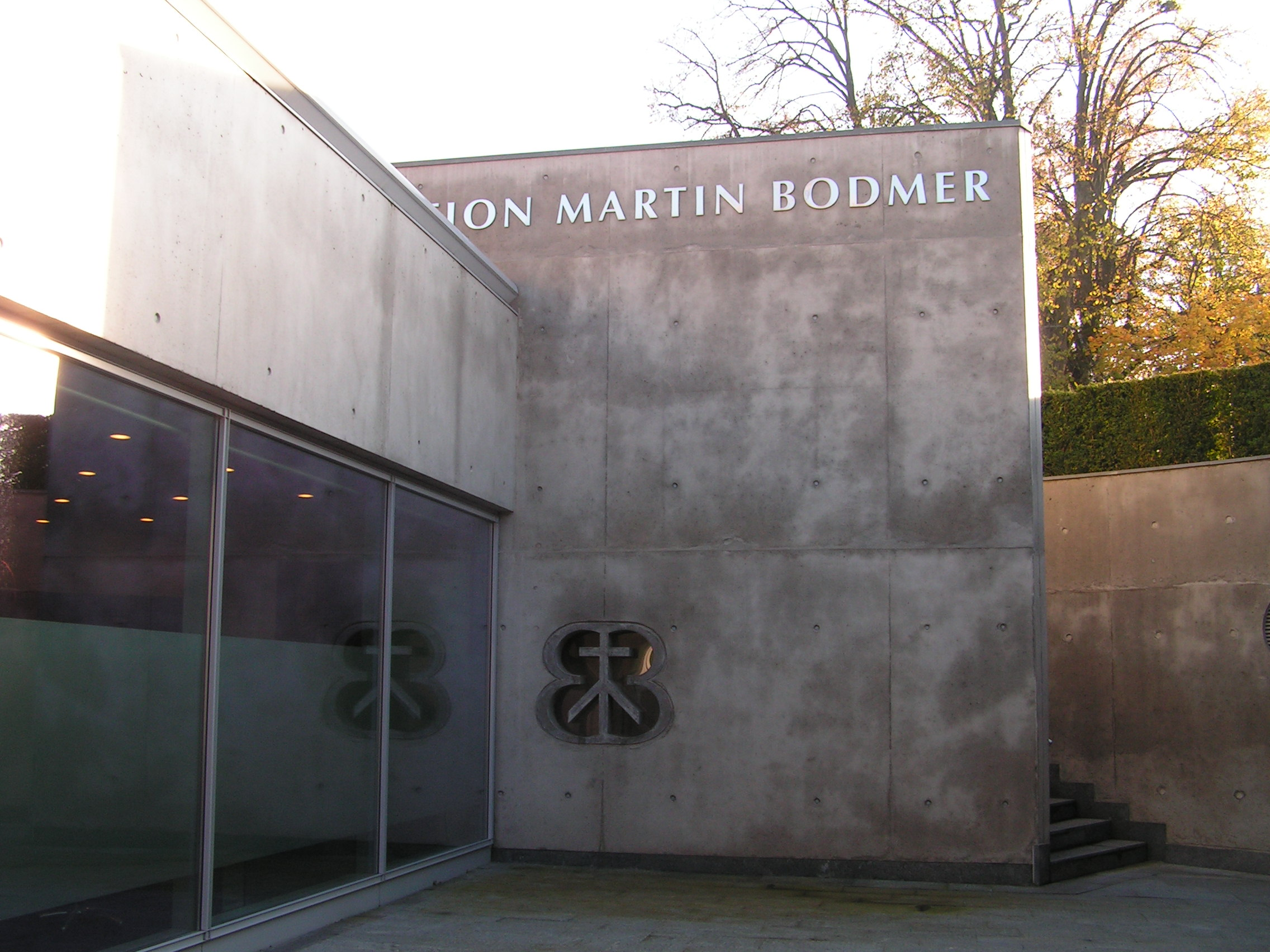
Biblioteca Bodmeriana, on es custodien els papirs Bodmer, a Cologny

Els papirs Bodmer són un grup de vint-i-dos papirs descoberts a Egipte l'any 1952. Porten el nom de Martin Bodmer, qui els adquirí. Els papirs contenen segments de l'Antic i Nou Testament, la literatura cristiana primitiva, Homer i Menandre d'Atenes. El Papir 66 fou datat pels volts de l'any 200. Els papirs es guarden a la Biblioteca Bodmeriana, a Cologny, Suïssa, als afores de Ginebra. L'any 2007, el Vaticà va adquirir dos dels papirs,  P74 i P75, que es conserven actualment a la Biblioteca Vaticana.

## Història

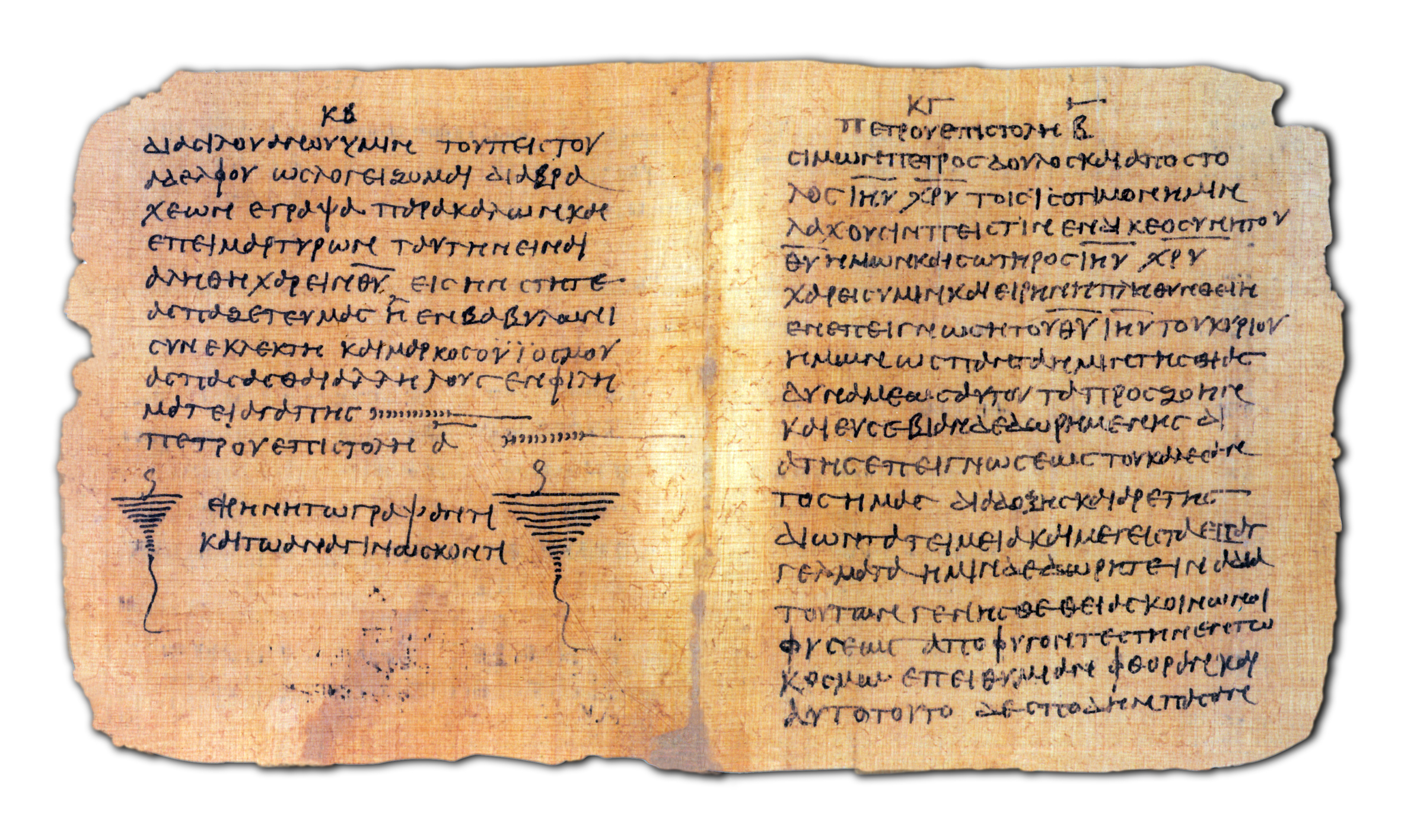
Papir 72: còpia més antiga de l'Epístola de Judes, i 1 i 2 Pere

Els papirs Bodmer van ser trobats l'any 1952 a Pabau, prop Dishna, Egipte, l'antiga seu de l'orde dels monjos de Pacomi de Tabenna, el lloc del descobriment no és lluny de Nag Hammadi, a on s'havien trobat uns anys abans els manuscrits de Nag Hammadi. Els manuscrits foren reunits en secret per un xipriota anomenat Phokio Tano del Caire; després viatjaren de contraban a Suïssa, on van ser comprats per Martin Bodmer (1899-1971). La sèrie papir Bodmer es començà a publicar l'any 1954, donant les transcripcions dels textos al francès. Els papirs Bodmer es conserven a la Biblioteca Bodmeriana, a Cologny, als afores de Ginebra. Però alguns papirs de la mateixa procedència van escapar de les mans de Martin Bodmer i es conserven en altres llocs. Sir Alfred Chester Beatty va adquirir alguns dels manuscrits, que actualment estan a Oxford, Mississipi, Colònia i Barcelona.
Els papirs Bodner no són documents gnòstics, com la Biblioteca de Nag Hammadi, però porten alguns textos pagans i cristians, parts d'uns trenta-cinc llibres en total, en copte i en grec. El nombre de textos individuals, incloent-hi fragments, arriba a cinquanta. La majoria de les obres es troben en forma de còdex i tres estan escrites sobre pergamí.

## Llibres més importants
- Llibres pagans:

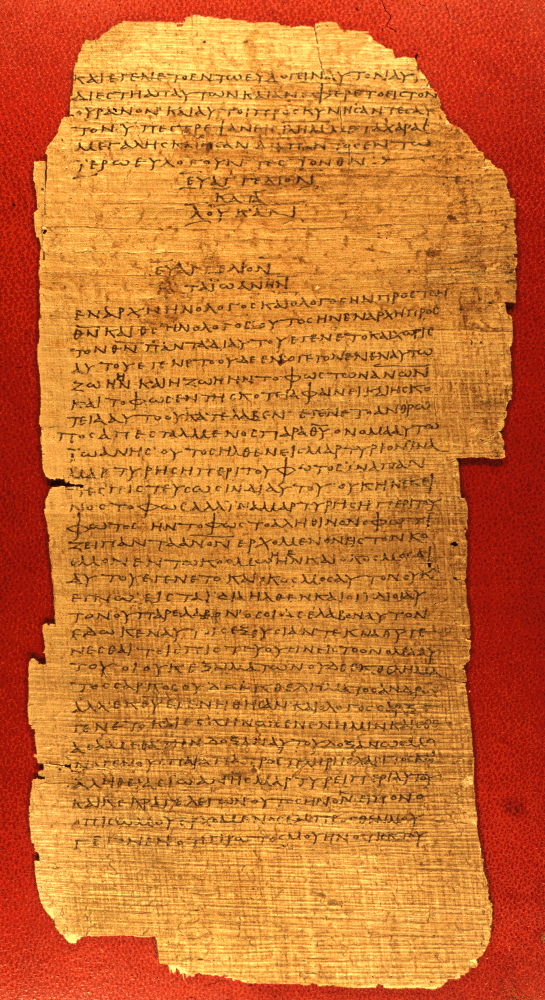
Papir 75: parts parcials dels evangelis de Lluc i de Joan

  - Papir 1, els llibres V i VI de la Ilíada d'Homer.
  - Tres comèdies de Menandre d'Atenes, Dyskolos, Samia, Aspis.
- Textos dels Evangelis: 
  - Papir 66, és un text de l'Evangeli de Joan, Joan 1:1-6:11, 6:35 b-14: 26 i quaranta fragments d'altres pàgines de Joan 14-21. Datat del segle iii, pertany a la tradició manuscrita anomenada text de tipus alexandrí. Després dels fragments de papir de la llibreria Rylands, el papir 52 és el més antic testimoni de Joan que omet (Joan 5:3 b-4) i (Joan 7:53-8:11).
  - Papir 72: és la còpia més antiga de l'Epístola de Judes, i 1 i 2 Pere.
  - Papir 75: és un còdex que conté parts parcials dels Evangelis de Lluc i de Joan.

## Comparativa
Floyd V. Filson, comparant les dues versions de Joan (el papir Bodmer del segle iii- amb els Chester Beatty Papyri), va arribar a la conclusió que no hi havia un text uniforme dels Evangelis a l'Egipte del segle iii".